# Michele Coppolillo
Michele Coppolillo (Cosenza, Calabria, 17 de julio de 1967) es un ciclista italiano, que fue profesional entre 1991 y 2001. De su palmarés destaca la victòria en el Trofeo Pantalica de 1997, y el tercer lugar de la Milán-San Remo de 1996.

## Palmarés
- 1990

1.º en los Sei Giorni del Sole
- 1996

Vencedor de una etapa en el Tour del Mediterráneo
- 1997

1.º en el Trofeo Pantalica

### Resultados en el Tour de Francia
- 1999. Abandona (9.º etapa)

### Resultados en el Giro de Italia
- 1992. Abandona (12.º etapa)
- 1993. 77.º de la clasificación general
- 1994. 29.º de la clasificación general
- 1997. 33.º de la clasificación general
- 1998. 75.º de la clasificación general
- 2001. 136.º de la clasificación general

### Resultados en la Vuelta a España
- 1993. Abandona
- 1994. 41.º de la clasificación general